# FluidSynth
FluidSynth, anteriormente conhecido como iiwusynth, é um programa-sintetizador de código livre e aberto que converte dados de notas MIDI em um sinal de áudio usando a tecnologia SoundFont, sem necessitar de uma placa de som compatível com o SoundFont. O FluidSynth pode atuar como um dispositivo de MIDI virtual, capaz de receber dados MIDI de qualquer programa e transformá-los em áudio imediatamente. Ele também pode ler em arquivos .MID diretamente. No lado de saída, pode enviar dados de áudio diretamente para um dispositivo de som para reprodução ou para um arquivo cru ou WAVEFORM. Pode também converter um arquivo .SMF diretamente para um arquivo de áudio em tempo mais rápido do que o real. A combinação desses recursos garante ao FluidSynth os seguintes principais usos:
- Sintetizar dados MIDI de outro aplicativo diretamente para os alto-falantes;
- Sintetizar dados MIDI de outro aplicatuvo, gravando a saída para um arquivo de áudio;
- Tocar um arquivo MIDI para os alto-falantes;
- Converter um arquivo MIDI para um arquivo de áudio digital.

O tamanho dos bancos SoundFont carregados é limitado pela quantidade de memória RAM disponível no computador do usuário. Há uma interface gráfica para o FluidSynth chamada Qsynth, que também é de código aberto. Ambos estão disponíveis na maioria das distribuições Linux e também podem ser compilados para o Windows.
Ele apresenta suporte microtonal e foi usado no projeto MicrotonalISM da Rede para Estudos Interdisciplinares em Ciência, Tecnologia e Música. Uma extensão Max/MSP está disponível pelo IRCAM.
O sintetizador principal é escrito como uma biblioteca C com uma vasta API. Ligações parciais para Python Ruby, e .NET estão disponíveis.